# Малоазийска катастрофа
Малоазийска катастрофа (гръцки: Μικρασιατική καταστροφή) е термин в историографията за означение на последиците за Гърция от загубата ѝ във втората гръцко-турска война. Често краят на тази война е представян и за край на съвременния елинизъм в Азия.